# Dariusz Hajn

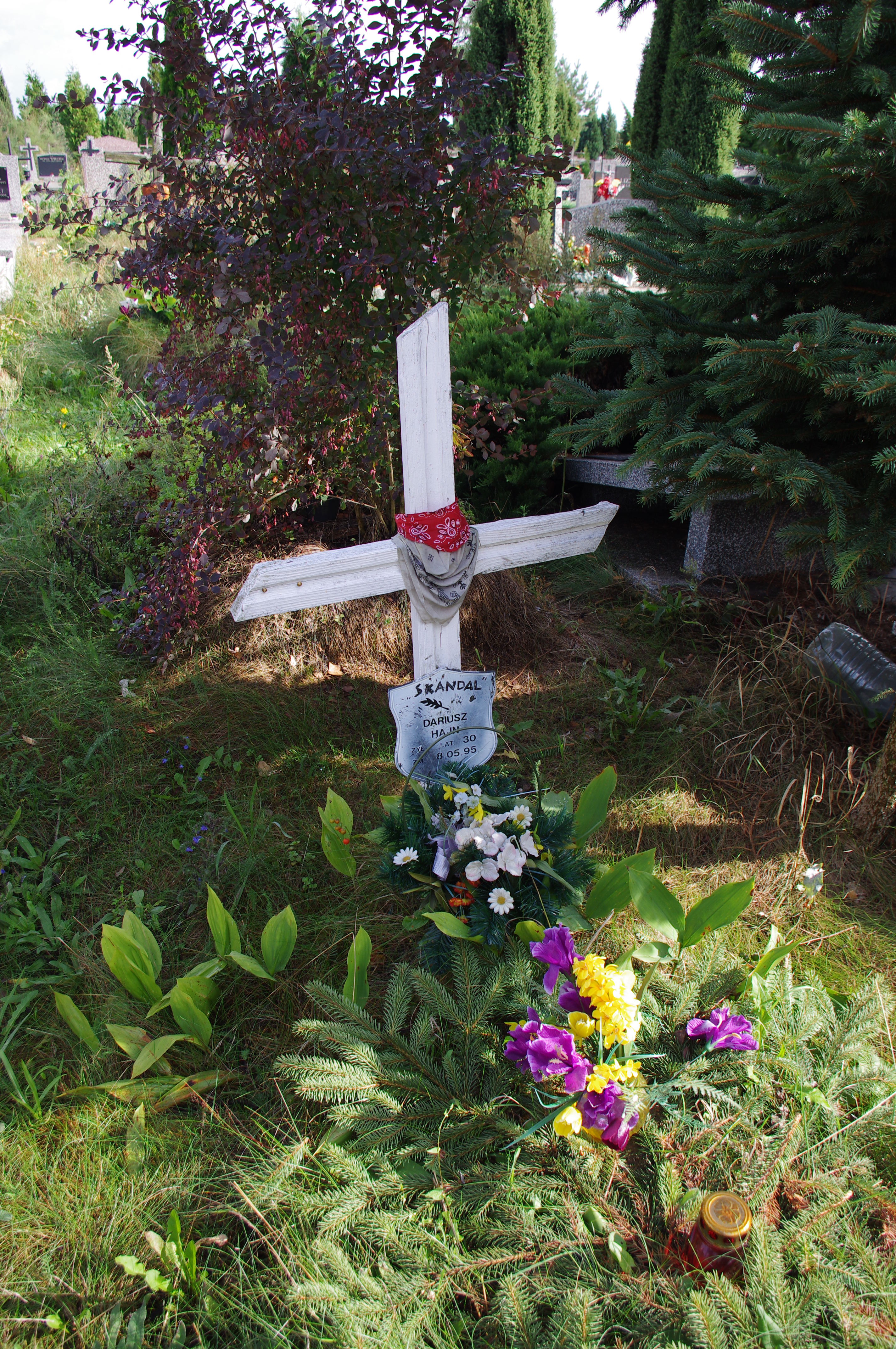
Grób wokalisty na cmentarzu komunalnym Północnym w Warszawie

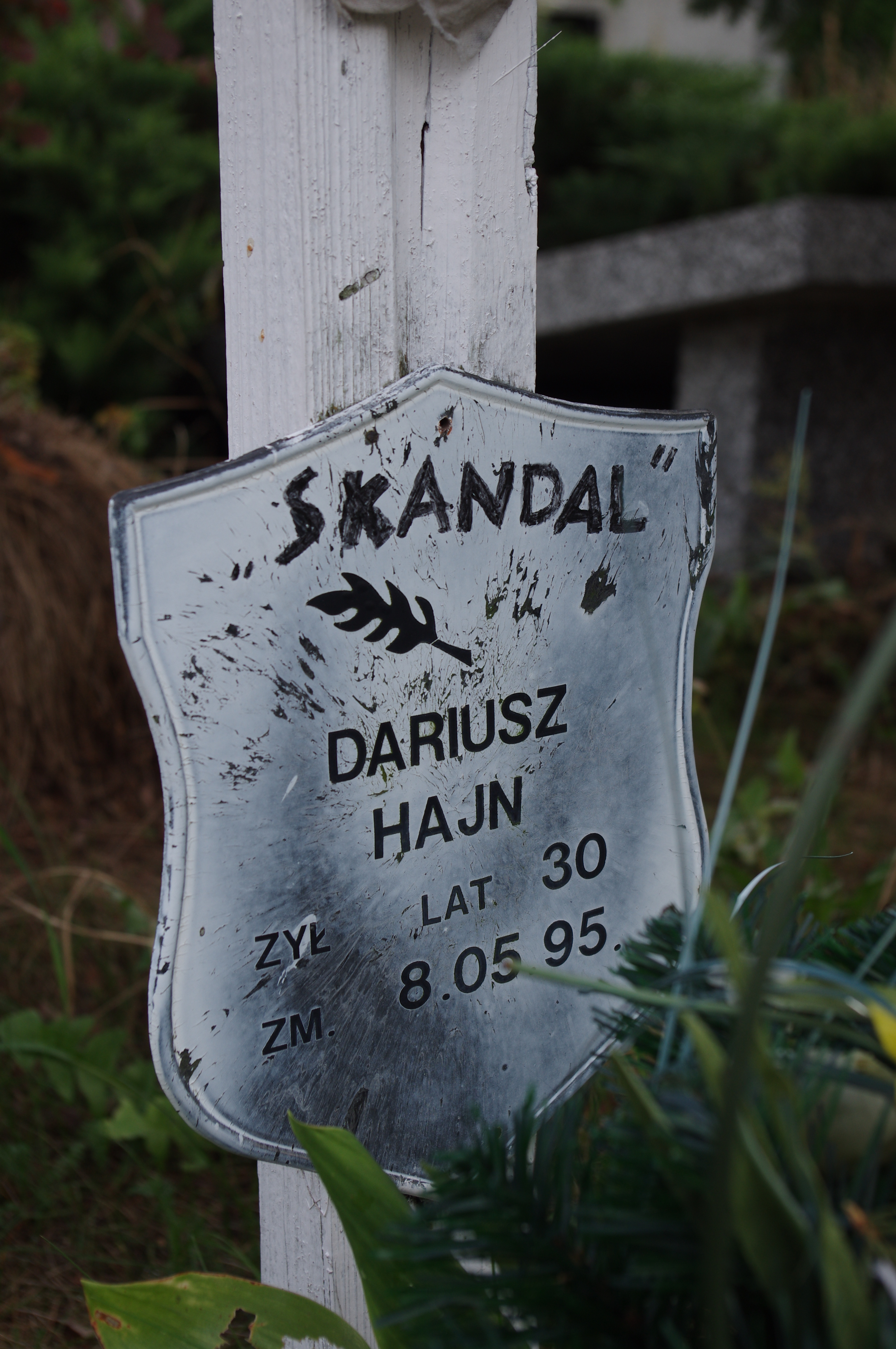
Grób wokalisty

Dariusz Andrzej Hajn, znany jako Skandal (ur. 2 października 1964, zm. 8 maja 1995) – polski wokalista punkrockowego zespołu Dezerter w latach 1981–1986. Popularność wśród słuchaczy przyniosła mu charakterystyczna, pełna autentyzmu i bezkompromisowości interpretacja tekstów piosenek Dezertera w czasie koncertów.
W 1984 roku wraz z grupą wystąpił na koncercie w Jarocinie, z którego powstał materiał wydany na kasecie Jeszcze żywy człowiek. Kasetę wydała nielegalna, założona przez zespół Dezerter wytwórnia Tank Records. W 1983 roku nagrał EP-kę Ku przyszłości z utworami „Ku przyszłości”, „Spytaj milicjanta”, „Szara rzeczywistość”, „Wojna głupców” wydaną przez Tonpress. Utwór „Spytaj milicjanta” w wykonaniu Hajna trafił w 1984 roku na kasetę World Class Punk. Jego wokal można usłyszeć także na składance Jak punk to punk (1986), na płycie Underground Out of Poland (1987), gościnnie na Kolaboracji (1988), oraz w kilku utworach z kompilacyjnego albumu Jak powstrzymałem III wojnę światową, czyli nieznana historia Dezertera (1993).
Nieporozumienia z pozostałymi członkami zespołu i coraz większe uzależnienie od środków odurzających spowodowały, że w 1986 r. opuścił zespół.
Organizował w Warszawie także jedne z pierwszych w Polsce imprez techno.
Został pochowany na cmentarzu komunalnym Północnym.